# Messa dello Spadone
La messa dello spadone è una celebrazione liturgica rituale che si svolge ogni anno il 6 gennaio nel duomo di Cividale del Friuli.
Questo rito, unico nel suo genere, ha origine nel 1366, ai tempi del patriarca di Aquileia Marquardo di Randeck (1296 - 1381) ed era volto ad affermare il potere spirituale, militare e civile conferito dall'imperatore al patriarca sulla Patria del Friuli.
Il decano del capitolo di Cividale, che per l'occasione porta un elmo piumato (una riproduzione, l'originale è andato perso nel settecento), regge una spada con la quale saluta il popolo vibrando tre colpi in aria, per poi riporla nel fodero. La spada, lunga 109 cm, è quella che fu donata dai cividalesi al patriarca al suo ingresso in città, sull'elsa reca la scritta AN MCCCLXVI DIE VI IUL TEM. RE MARQUARDI PATR.
La messa viene celebrata in latino ed è accompagnata da antichi canti aquileiesi.
La messa è seguita poi da un corteo storico medievale, al quale prendono parte i figuranti del Palio di San Donato, rievocazione storica medievale estiva che si tiene a Cividale del Friuli ogni anno.
In quest'occasione si riuniva il Parlamento della Patria del Friuli.